# Jaume Aragall i Garriga
Jaume Aragall i Garriga (* 6. června 1939 Barcelona) je katalánský operní pěvec - tenorista.

## Životopis
Po počátečních hudebních studiích v Barceloně u Jauma Francisca Puiga, se Aragall přestěhoval do Milána s grantem z Gran Teatre del Liceu ke studiu u Vladimira Badialiho.
V roce 1963 vyhrál soutěž v Bussetu a ve stejném roce debutoval v Itálii, na jevišti v La Fenice v Benátkách s I Lombardi Giuseppe Verdiho a La Scala v Miláně s L'amico Fritz od Mascagniho. V lednu 1964 zpíval roli Il Cavaliere v Cardillacu Paula Hindemitha a Rodolfa v Bohémě .
V následujících sezónách zpíval v Liceu a na evropských scénách Rodolfa.
V roce 1966 zpíval roli Romea v I Capuleti e i Montecchi od Belliniho (La Scala), s Renatou Scotto a mladým Lucianem Pavarottim.
Důležité mezinárodní debuty: Arena di Verona v roce 1965 jako vévoda z Mantovy v Rigolettovi, v Royal Opera House v Covent Garden a Metropolitní opeře a San Francisco Opera v roce 1973.
Nastudoval role v dílech Lucia di Lammermoor, Madame Butterfly, La Favorita, La traviata, Werther, Faust, Tosca, Manon, Don Carlos, Adriana Lecouvreur a Maškarním plese.
Získal řadu ocenění a vyznamenání, včetně titulu Kammersänger Wiener Staatsoper. V roce 1994 založil Mezinárodní pěveckou soutěž Jaume Aragalla.